# Jüdische Elementarschule (Bruchsal)
Die Jüdische Elementarschule in Bruchsal, einer Stadt im Landkreis Karlsruhe im nördlichen Baden-Württemberg, war eine Elementarschule, die von der Jüdischen Gemeinde Bruchsal unterhalten wurde. Das badische Judenedikt von 1809 gestattete den jüdischen Gemeinden, eigene Schulen zu errichten, sofern sie die Kosten dafür übernahmen.
Die Schule befand sich vermutlich im Gebäude des Rabbinates in der Huttenstraße 2. Die jüdischen Elementarschulen wurden mit der Einführung der Simultanschulen im Großherzogtum Baden im Jahr 1876 aufgelöst. Die jüdische Schule in Bruchsal wurde bis in die 1920er Jahre als Religionsschule weitergeführt.
Für die jüdischen Schülerinnen und Schüler wurde 1936 wieder eine eigene Schule eingerichtet, da der Besuch der staatlichen Schulen von den Nationalsozialisten untersagt wurde.